# Sielibór
Sielibór (Silbór, Sillebur, Zulebur, Zylbur, Silbor, Cillebur, Zilbur, Zilebur, Cillebor, Cylbur; zm. 1324 lub później), zw. Hermanem – słowiański możny pomorski z otoczenia księcia szczecińskiego Ottona I. Początkowo giermek, między 7 marca 1316 a 13 stycznia 1317 pasowany na rycerza. Dowodnie od 5 listopada 1312 do 1317 komornik pomorski (szczeciński; magister camerariorum), następnie do 1319 landwójt wschodniej (prawobrzeżnej; trans Oderam) części księstwa, co spowodowało, że częściej przebywał poza dworem książęcym. Odsunięty od dworu w wyniku działań konfederacji siedmiu miast pomorskich w 1319 (świadkował na dokumencie Ottona I unieważniającym kupno sołectwa przez Szczecin), pozostawał potem w bliskich stosunkach z niektórymi z możnowładców też pozbawionych wówczas wpływów: Ciesławem z Bevenhusen, Konradem Flemmingiem i Ubieszką. Żył jeszcze 1324, bowiem świadkował wówczas na dokumencie wydanym we Wkryujściu, w okolicy którego możliwe, że znajdowały się jego posiadłości.